# Фермеду
Фермеду (порт. Fermedo; МФА: [fɨɾ.ˈme.du]) — парафія в Португалії, у муніципалітеті Арока. Розташована в західній частині країни, на теренах історичної португальської провінції Бейра. Входить до складу округу Авейру. За адміністративним поділом, чинним до 1976 року, терени парафії були складовою провінції Берегове Дору. Належить до Авейрівської діоцезії Католицької церкви. Патрон — Діва Марія. Площа — 11,1053 км². Населення — 1340 ос. (2011). Слабо урбанізований регіон. Густота населення — 120,66 осіб/км²
. Код — 010411.

## Географія

Арока (2013)
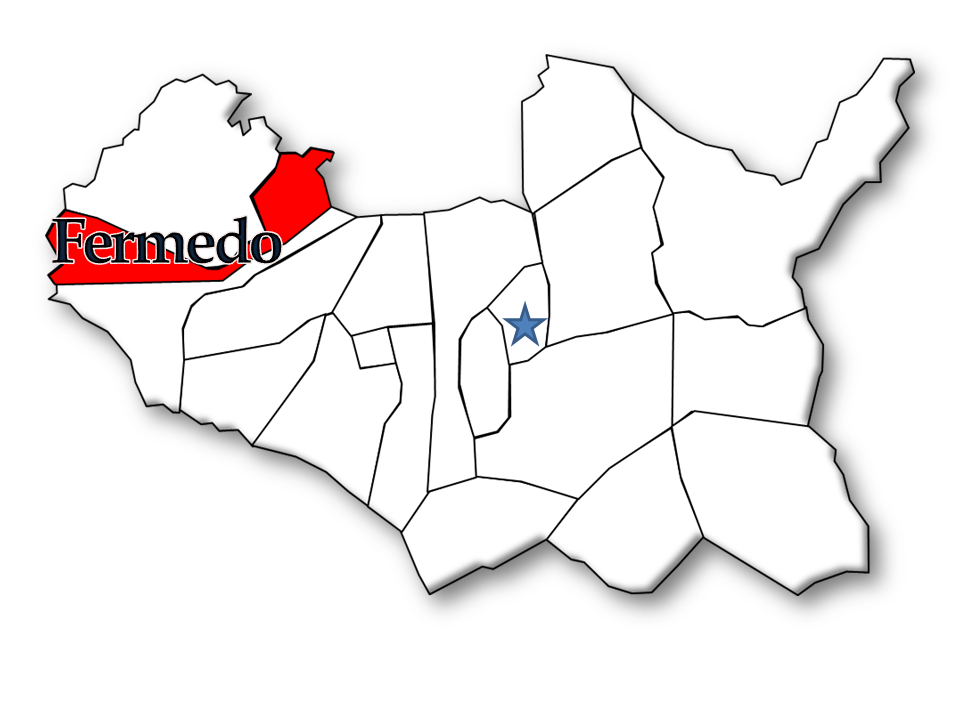
Фермеду

## Населення
| Кількість мешканців | Кількість мешканців | Кількість мешканців | Кількість мешканців | Кількість мешканців | Кількість мешканців | Кількість мешканців | Кількість мешканців | Кількість мешканців | Кількість мешканців | Кількість мешканців | Кількість мешканців | Кількість мешканців | Кількість мешканців | Кількість мешканців |
| ------------------- | ------------------- | ------------------- | ------------------- | ------------------- | ------------------- | ------------------- | ------------------- | ------------------- | ------------------- | ------------------- | ------------------- | ------------------- | ------------------- | ------------------- |
| 1864                | 1878                | 1890                | 1900                | 1911                | 1920                | 1930                | 1940                | 1950                | 1960                | 1970                | 1981                | 1991                | 2001                | 2011                |
| 1.000               | 1.012               | 977                 | 1.085               | 1.270               | 1.294               | 1.460               | 1.398               | 1.665               | 1.650               | 1.563               | 1.562               | 1.552               | 1.504               | 1.340               |